# Дзядек Остап Васильович
Дзя́дек Оста́п Васи́льович (1 січня 1989, с. Дунаїв, Перемишлянський район, Львівська область, Україна) — український актор театру і кіно. Популярність йому принесла роль Оксена Івасюти у телесеріалі «І будуть люди».

## Життєпис

### Освіта
2006 — закінчив Дунаївську ЗОШ 1-3 ступенів.
2009 — закінчив Львівське державне училище культури та мистецтв за спеціальністю «Режисер театралізованих масових свят та видовищ».
2014 — закінчив факультет культури та мистецтв Львівського національного університету імені Івана Франка за спеціальністю «Актор театру і кіно» в майстерні народного артиста України Богдана Козака.
2017 — учасник літньої школи «Акторської майстерності» Національної спілки театральних діячів України.

### Діяльність
2008—2010 — працював актором в Навчально-професійному театрі «Просценіум».
2010—2017 — працював актором у Львівському драматичному театрі імені Лесі Українки, де зіграв близько 30 ролей.
2017—2018 — працював актором в Київському академічному експериментальному театрі «Золоті ворота».
Також співпрацював з театром «Афини» і «Диким театром».
З 2011 по 2017 — член Національної спілки театральних діячів України.

## Фільмографія

### Кіно
- 2014 — «Чоловіки шукають пригод»[5].
- 2015 — Льова («Маестро», режисер Едуард Паррі).
- 2016 — Стрілець («Дім», режисер Ірина Цілик).
- 2017 — Дефективи (серіал)[5].
- 2019 — «Виходьте без дзвінка 2» (серіал)[5].
- 2018 — Худорлявий з вусами («Таємний щоденник Симона Петлюри», режисер Олесь Янчук).
- 2018 — Петро («Вір мені», режисер Ірина Громозда).
- 2019 — Отаман Деркач («Чорний ворон», режисер Тарас Ткаченко)[5].
- 2020 — Монах («Спіймати Кайдаша», режисер Олександр Тіменко)[5].
- 2020 — Хмара («Схрон»)[5][6], режисер Оксана Войтенко (переможець кінофестивалю «Молодість» 2020).
- 2020 — Рудий («Пофарбоване пташеня» режисер Вацлав Маргоул (Чехія-Україна)).
- 2020 — Оксен — («І будуть люди», режисер Аркадій Непиталюк)[1][5][7].
- 2022  - Обмін  - розвідник Синевир
- 2024  - «Будинок „Слово“: Нескінчений роман»  - Василь Седляр
- 2024 — Поліцейський («Морена», режисер Сергій Альошечкін).

### Фільми в процесі виробництва
- Одноокий гуцул («Шлях мерця», режисер Георгій Фомін, (в розробці, зйомка 2016).
- Гуцул мельник («Довбуш», режисер Олесь Санін (в розробці, зйомка 2018).
- Вартовий («Слов'яни», режисери Петер Беб'як, Міхал Блашко (Словаччина), Сергій Санін, Олег Стахурський (Україна) (в розробці, зйомка 2019).
- Селянин («Великі вуйки-2»)
- «Самого себе», «ПРОСТІР/SPACE», режисер Дмитро Томашпольський (зйомка 2020 в умовах карантину).

## Театральні роботи

### Головні ролі
- 2011 — Дядько Лев («Лісова пісня» Л. Українка, режисер Л. Колосович).
- 2012 — Трохим («Мати наймичка» Т. Шевченко, режисер — народний артист України Г. Шумейко).
- 2013 — Прочанин («На полі крові», Леся Українка, режисер Ю. Мельничук).
- 2013 — Пан Модест («Анатомія театру» К. Чапек, режисер Л. Колосович).
- 2014 — Маг Раджапур («Готель поміж світів» Е. Е. Шмітт, режисер — народний артист України Богдан Козак.
- 2016 — Андрій Чумаченко («Слава героям?», Павло Ар'є, режисер О. Кравчук).
- 2016 — Мі-гомосексуал («Людина в підвішеному стані» Павло Ар'є).
- 2017 — Франсіс («Том на фермі» М. М. Бушар, режисер Павло Ар'є).
- 2017 — Сталін («Сьогодні вечері не буде» А. Аламо, режисер Ж. Одрі (Франція)).
- 2018 — Гільденстерн («Трагіки до ваших послуг», Т. Стопард, режисер Є. Аль-Юсеф).

### Другорядні ролі
| - 2008 – Вартовий Жонас («Антігона» Жан Ануй, режисер Ф. Макулович). - 2009 – Медвідь, Цап Базилько («Лис Микита», Іван Франко, режисер Ф. Макулович). - 2011 — Бйонделло («Приборкання норовливої» В. Шекспір, режисер С.Кузик). - 2011 — Вовк (Червона шапочка, режисер — заслужений артист України Л. Колосович). - 2011 — Афанасій Іванович («Сорочинський ярмарок», режисер Л. Колосович). - 2011 — Циган («Вертеп», режисер Л. Колосович). - 2012 — Господар («Дорога до Вифлеєму», режисер Л. Колосович). - 2012 — Чучундра («Ріккі-Тікі-Таві», режисер Л. Колосович). - 2012 — Лікар («Моя дорога Памела», режисер Л. Колосович). - 2013 – Граф Федеріко («Собака на сіні» режисер Л. Колосович). - 2013 — Прочанин («Євангеліє від Юди», Леся Українка, режисер Ю. Мельничук). | - 2013 — Віслюк Іа-Іа («Вінні Пух і всі всі всі» режисер Л. Колосович). - 2014 — Віслюк Іа-Іа («Загублений хвіст», режисер Л. Колосович). - 2014 — Відьма («Стіна», Тарас Шевченко, режисер Л. Колосович). - 2014 – Мешканець села («DIVKA», режисер О. Коломійцев). - 2014 – Чоловік сковорідка («Вівісекція», режисер О. Коломійцев). - 2014 – Огірок («Антиформалістичний райок», режисер О. Коломійцев). - 2015 – Дільничний Вася («Баба Пріся», Павло Ар`є, режисер — заслужений діяч мистецтв України О. Кравчук). - 2015 – Безголовий («IROD», режисер О. Коломійцев). - 2015 – Тінь Грегора («Перевтілення», Ф.Кафка, режисер А. Вусик). - 2016 – Гном («Білосніжка», режисер А. Єпатко). - 2017– Злий чаклун («Зачарована принцеса», режисер О. Бондар). - 2017 – Крицький («Любов», Леся Українка, режисер А. Вусик). |

## Премії та нагороди
- 2016 — подяка від управління культури Львова, за великий внесок у розвиток культури Львова.
- 2017 — подяка від управління культури Львова за великий внесок у розвиток культури.

## Інтерв'ю
- Остап Дзядек актор театру і кіно про творчий шлях, вибір професії, долю актора, переїзд в Київ.
- Остап Дзядек. І Будуть Люди. Інтерв'ю. [Архівовано 22 жовтня 2020 у Wayback Machine.]
- І будуть люди. Наша історія. Оксен Івасюта
- Остап Дзядек: Роль Оксена у серіалі «І будуть люди» — перша головна моя роль у кіно [Архівовано 23 жовтня 2020 у Wayback Machine.]